# حسن نجم البياتي
حسن نجم مال الله البياتي (1930) شاعر ومترجم وأستاذ جامعي سابق عراقي. ولد في قزلرباط بمحافظة ديالى في شرقي العراق. حصل على الليسانس في‌ الآداب من دار المعلمين العالية ببغداد بمرتبة شرف 1955، والدكتوراه في اللغة والأدب الروسي من جامعة موسكو 1965. عمل مدرساً في الثانوي، ثم في كلية اللغات الشرقية في موسكو، ثم في جامعة البصرة،‌ وأحيل إلى التقاعد 1982، ثم عاد للعمل بكلية التربية للبنات بجامعة الكوفة 1993. له من دواوين شعرية من شفاه الحيا 1956 وجنود الاحتلال 1959. هو يجيد اللغة الروسية ويعرف الإنكليزية وله عدد من الروايات والقصص المترجمه من الروسية وله أيضاً دراسات أدبية ونقدية. يقيم في لندن من أوائل عقد الألفية الثانية وكف بصره.

## سيرته
ولد حسن نجم مال الله البياتي في محافظة ديالى في مدينة قزلرباط - السعدية - وعاش فيها شطرا من طفولته، وأولى سنوات الدراسة، قبل ان تنتقل عائلته منها. حصل على الليسانس في‌ الآداب من دار المعلمين العالية‌ ببغداد بمرتبة شرف 1955، والدكتوراه في اللغة والأدب من جامعة موسكو 1965. عمل مدرساً في الثانويات بمحافظات عراقية مختلفة من 1955 إلى 1959، ثم محاضر في كلية اللغات الشرقية في موسكو 1962- 1965، ثم في جامعة البصرة. عيّن مدرّس فأستاذ مساعد فأستاذ في جامعات عراقية مختلفة هي جامعة البصرة وجامعة الكوفة والجامعة المستنصرية. وأحيل إلى التقاعد 1982، ثم عاد للعمل بكلية التربية للبنات بجامعة الكوفة 1993 وأستاذ في كلية التربية بجامعة حضرموت في اليمن سنة 1998-1999 وأستاذ زائر في قسم الدراسات العليا بكلية الآداب – جامعة صنعاء 2000- 2001 . وعلى أثر سقطة على رأسه هناك، فقد بصره. وهو يقيم في لندن بعده، حيث منحته البلدية شقة في بادنغتون، وكان يرعاه ابنه الطبيب، ويساعده في تدوين كتاباته وابراقها للمواقع والناشرين.  

هو عضو اتحاد الأدباء العراقيين،‌ وجمعية المترجمين العراقيين ونادي الفنون في البصرة واتحاد الاكاديميين العراقيين في المملكة المتحدة ورابطة الكتّاب والصحفيين والفنانين العراقيين في المملكة المتحدة.

نشر الكثير من أبحاثه في مجال تخصصه في الدوريات الأكاديمية، وشارك في العديد من المؤتمرات والندوات العلمية العراقية‌ والعالمية.

## شعره
يعدّه وديع العبيدي من الشعراء «الجيل الثاني في قصيدة الحداثة العراقية خلال خمسينيات وستينيات القرن العشرين- المنصرم-، وهو الجيل الذي عاصر التجربة وروادها، وكان جزء منها. غلب على شعره الطابع الوطني أو الشعر السياسي، وهذا يؤول إلى طبيعة المرحلة السياسية التي اقترنت بها كتاباته الشعرية المبكرة... وقد كان موقف الشاعر حسن البياتي يومها مؤيدا للتيار الوطني التحرري والتحول الجمهوري، مسخرا كتاباته في هذا الاتجاه، والذي يطبع شعره في تيار الشعر السياسي العراقي خلال الخمسينيات والسنوات الأولى من الجمهورية، قبل سفره للدراسة في الاتحاد السوفيتي يومها.»

## مؤلفاته
- من شفاه الحياة، ديوان شعر، 1956.
- جنود الاحتلال، ديوان شعر، 1959.
- من سفر الحياة، ديوان شعر، 2008 .
- في ملكوت الظلام، ديوان شعر، 2008 .
- وجوه بصرية، رباعيات وتعليقات، 2010 .
- جراح الغضا، ديوان شعر، 2010 .
- سفر الحالات ، ديوان شعر، 2010 .
- الشعر العراقي الحديث
- مواقف مناوئة للحرب في الشعر الجاهلي
- الطابع المعادي للاستعمار في الشعر العراقي الحديث، باللغة الروسية، 1965 .
- انتكاسة الشعر العراقي في حروب البلقان 1968
- زبد الحديد رواية، 1989
- رسائل ثقافية متبادلة بيني وبين... 2015

وترجمه من الروسية إلى العربية عدة روايات وقصص، منهم:أولئك الذين تحت 1986، طيور الشمس 1989، زبد الحديد 1989، الحاجز 1991، اللغز المغلق 1992.

## وصلات خارجية
- حسن البياتي في «أرشيف المجلات»